# Haagse Herstelconferenties van 1929 en 1930

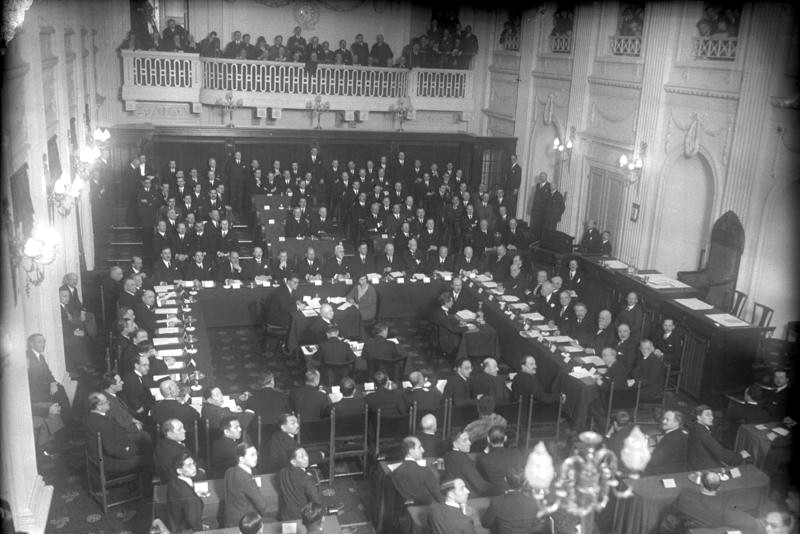
Archiefbeeld van de Haagse Herstelconferenties.

De Haagse Herstelconferenties van 1929 en 1930 (Engels: the First and Second Reparations Conference; Duits: Die erste und zweite Haager Konferenzen) hadden tot doel de hoogte van de herstelbetalingen, die na de Eerste Wereldoorlog bij de Vrede van Versailles in 1919 aan het Duitse Rijk waren opgelegd, definitief vast te stellen. Den Haag werd uitgekozen vanwege de Nederlandse neutraliteit in de oorlog en de gunstige ligging midden tussen de deelnemende landen. De zittingen werden gehouden in de vergaderzaal van de Tweede Kamer op het Binnenhof in Den Haag, alsmede in het Vredespaleis. 
De Eerste Herstelconferentie werd van 6 tot en met 31 augustus 1929 in Den Haag gehouden. Een afsluitende tweede conferentie werd gehouden van 3 tot 20 januari 1930. Deelnemende landen waren België, Frankrijk, het Verenigd Koninkrijk,  Italië, Tsjechoslowakije, Griekenland, Polen, Portugal, Roemenië, Joegoslavië, het Japanse Keizerrijk en Duitsland (Weimarrepubliek). De Verenigde Staten waren officieel geen deelnemer maar speelden een belangrijke rol op de achtergrond. De Nederlandse minister van Buitenlandse Zaken Frans Beelaerts van Blokland trad op als gastheer van de conferenties. Er was lang gesteggeld en getalmd met het beleggen van de conferenties en pas half juli was de keuze op Den Haag gevallen. De Haagse hotels puilden uit van delegatieleden en leden van de internationale pers. De P.T.T. haalde een huzarenstukje uit door op tijd de benodigde extra telefoonlijnen beschikbaar te hebben.

## Resultaten van de conferenties
- Het Rijnland zou vijf jaar eerder aan Duitsland worden teruggegeven (1930) dan in Versailles was afgesproken (1935);
- De in het Dawes-plan (1924) overeengekomen herstelbetalingen werden in het nieuw overeengekomen Young-plan van 1929 verlaagd. De betalingen zouden lopen tot 1988 en bedroegen 2 miljard Rijksmark per jaar.
- Er werd een Bank voor Internationale Betalingen gesticht met als vestigingsplaats Bazel in het neutrale Zwitserland.
- Duitsland kreeg het gezag over zijn spoorwegen en zijn nationale bank terug, waarmee het land effectief weer volledig soeverein werd.

Tussen de beide conferenties brak in New York op zwarte donderdag  24 oktober 1929 een beurskrach uit die de wereldwijde crisis van de jaren dertig zou inluiden. Hierdoor bleken de op de conferenties bereikte overeenkomsten na enige tijd nutteloos. De overeengekomen Duitse betalingen werden aanvankelijk geschorst door het Hoover-moratorium van juni 1931 en daarna afgeschaft in het Verdrag van Lausanne van juli 1932.